# Mannarkad-I
Mannarkad-I es una ciudad censal situada en el distrito de Palakkad en el estado de Kerala (India). Su población es de 34839 habitantes (2011). Se encuentra  a 36 km de Palakkad.

## Demografía
Según el censo de 2011 la población de Mannarkad-I era de 34839 habitantes, de los cuales 16658 eran hombres y 18181 eran mujeres. Alathur tiene una tasa media de alfabetización del 92,58%, inferior a la media estatal del 94%. la alfabetización masculina es del 95,25%, y la alfabetización femenina del 90,18%.